# Maggie Mitchell
Margaret Julia Mitchell (14 de junio de 1832 - 22 de marzo de 1918) fue una actriz estadounidense nacida en la ciudad de Nueva York . Hizo su debut como oradora como Julia en The Soldier's Daughter en el Chambers Street Theatre en 1851. Los papeles en los que obtuvo mayor fama fueron Jane Eyre , Mignon , Little Barefoot y Fanchon the Cricket. Mitchell era al comienzo de la guerra civil estadounidense una simpatizante confederada, pero luego moderó sus opiniones. Según informes, bailó sobre una bandera estadounidense mientras actuaba en Montgomery, Alabama, pero luego negó haberlo hecho. Sus simpatías sureñas, su carismática personalidad y su profesión la convirtieron en una cálida y cercana amiga de John Wilkes Booth , pero también le granjearon la admiración de Abraham Lincoln, quien la invitó a tomar el té en la Mansión Ejecutiva y disfrutó de sus actuaciones en el Teatro Ford.

## Familia
Estaba casada con Henry Thomas Paddock (1836-1896), un hombre dedicado a la Mercería en la ciudad de Cleveland que luego se convirtió en su mánager, en 1868, y tuvieron una hija, Fanchon María Paddock (1869-1940), que se casó con Harry Paddock Mashey (1878-1960), y un hijo, Harry Mitchell Paddock (1872-1938). Maggie y Henry se divorciaron veinte años después; y, el 12 de octubre de 1889, en Boston, se casó con su coprotagonista Charles Abbott ( nombre artístico de Charles Abbott Mace; 1852-1927). Se retiró de los escenarios para vivir en New York en 1892. Maggie, a través de una de sus medias hermanas, Sophia Dodson Lomax (1826-1894) y su esposo, Charles Alfred Mitchell (1817-1864), era tía de Julián Bugher Mitchell (1851-1926), director de comedia musical asociado con Weber & Fields y Florenz Ziegfeld. 
La madre de Maggie era Hannah Dodson (soltera; 1805-1869), nacida en Knaresborough, Yorkshire. Se casó, el 24 de febrero de 1824, en Mánchester, con John Lomax (1803-1832), natural de Boston, y emigró a los Estados Unidos en 1830. En 1832, se preparaban para regresar a Inglaterra para escapar de una epidemia de cólera, pero Lomax murió antes de zarpar. Posteriormente, Hannah se casó con el padre de Maggie, Charles S. Mitchell (1805-1886), a quien se había vendido el negocio de encuadernación de Lomax. El primo hermano de Mitchell, Joseph Dodson Greenhalgh (1821-1886), recordó historias que circulaban en el lado inglés de la familia sobre el salario de la actriz, sus sirvientes, pertrechos y joyas. El actor y autor Dodson Mitchell era otro pariente más.
La madre de Maggie era hermana de Ann Dodson (soltera; 1788-1863), quien con su esposo Thomas Greenhalge (1780-1859), era abuela de Frederic Thomas Greenhalge (1842-1896), el 38° gobernador de Massachusetts. La media hermana materna de Maggie, Mary Mitchell (de soltera Lomax; 1833-1908), también actriz, estuvo casada con John William Albaugh, Sr. (1837-1909), actor y operador de teatro, en particular, de 1884 a 1894, propietario de la Gran Ópera de Albaugh (dos mil asientos) en Washington D. C.

## Muerte
Después de su muerte el 22 de marzo de 1918, en la ciudad de New York, una de las actrices más ricas del mundo (principalmente en Manhattan, Long Branch, Nueva Jersey, bienes raíces), Mitchell fue enterrada en el Cementerio de Green-Wood en Brooklyn.